# アルブレヒト・フォン・ウラッハ
アルブレヒト・フォン・ウラッハ（Fürst Albrecht von Urach, Graf von Württemberg; または Albrecht Fürst von Urach, 1903年10月18日 - 1969年12月11日）は、ドイツの貴族であり画家、戦時作家、ジャーナリスト、言語学者そして外交官である。

## 生い立ち
第一次世界大戦下に一時的にリトアニア王国の国王ミンダウガス2世として選ばれたドイツの将軍ウラッハ公ヴィルヘルム2世（1864年 - 1928年）の三男として生まれた。母アマーリエ（1865年 - 1912年）は、バイエルン公カール・テオドールの娘でオーストリア＝ハンガリー帝国のエリーザベト皇后の姪であり、またアマーリエの妹エリザベートはベルギー国王アルベール1世の王妃であった。ウラッハ家は、1918年までヴュルテンベルク王国を統治していたヴュルテンベルク家の貴賤結婚による分家の一つであった。彼らはシュトゥットガルトのリヒテンシュタイン城に居住していた。
父方の祖母はモナコ公国のフロレスティーネ公妃（1833年 - 1898年）であり、アルブレヒトの名は公妃の甥のモナコ公アルベール1世に因んで付けられた。1911年から1918年まで、ウラッハ家はモナコ公位継承権を持っていた（ルイ2世_(モナコ大公)#公位継承問題を参照）。父ヴィルヘルム2世は、従兄弟の子であるモナコ公ルイ2世に嫡出子がいないことから、1911年以前は自身がモナコ公位を継承する意図を持っていた。
1914年からの第一次世界大戦で、フランスはトゥーロンから極めて近い所にUボートの基地が出来る可能性を容認することはできなかったことから、フランス陸軍に長年勤務し、輝かしい実績を持つルイ2世の血筋を引く者が公位を継承することを望んだ。ルイ2世は、親フランスの体制を確実に継承していくためには庶子のシャルロットを後継者にしなければならなかった。そして1918年7月にモナコ公国はフランスとの間で保護友好条約を締結した。

## 画家
1918年のドイツの敗北の後、アルブレヒトはシュトゥットガルトでアルノルト・ヴァルドシュミット（Arnold Waldschmidt）とクリスティアン・ランデンベルガー（Christian Landenberger）の下で絵画を学び、その後1927年から1930年までパリのシテ島で暮らしながら私立の美術学校グランド・ショミエール芸術学校(Académie de la Grande Chaumière)で学び、表現主義の才能を開花させた。
その後1930年から1932年にかけてレスターとロンドンのRedfernギャラリーやパリのボナパルト・ギャラリー、オスロのブロンクイスト（Blomquist）で展覧会を開いたが大恐慌の訪れとともに画では生計が立ち行かなくなり、フリーランスのカメラマンになった。
彼の画家仲間にはヴィリ・バウマイスター（Willi Baumeister）やフェルナン・レジェ（Fernand Léger）がいた。普段アルブレヒトが画にするサインは「AvU」であった。1950年代になってアルブレヒトは絵を描くこと再開した。

## フォトジャーナリスト
1934年にアルブレヒトは、アンナ・マーラー（Anna Mahler、グスタフ・マーラーの娘）から借りたヴェネツィアのフラットに住んでいたときにサン・マルコ広場で行われた演説会の後のムッソリーニとヒトラーの秘密会談の写真を撮った。
このスクープによりアルブレヒトはジャーナリストとしての不動の名声を得て、1934年9月から東京を拠点としてドイツの新聞数誌のために日中戦争やノモンハン事件を取材した。
ジャーナリストになるためにアルブレヒトは1934年にナチスに入党した。一家の中でナチスに入党したのは彼だけであった。ドイツの東京駐在武官で後に駐日大使となったオイゲン・オットは、ウラッハ家とは家族ぐるみの付き合いがあった。また、彼らは赤軍の有名なスパイであったリヒャルト・ゾルゲとは飲み仲間でもあった。ゾルゲの愛人だった石井花子によるとアルブレヒトは仲のよいゾルゲ宅に泊まることもあり、「好感の持てる紳士だった」と記している。

## 第二次世界大戦
1939年にヨーロッパに帰ってくると、アルブレヒトは外務省のドイツとイタリアの報道関係者間の連絡官に任命されローマに派遣された。そしてそこでイタリアのチャーノ外相と親交を持った。ベルリンの外務省でのアルブレヒトの盟友はエルンスト・フォン・ヴァイツゼッカーであった。過去に彼の一族はウラッハ家と共に仕事をしたことがあった。1940年にアルブレヒトは当時はまだ中立国だったアメリカ合衆国とイタリアのジャーナリストをノルウェー侵攻と、1941年にはロシア侵攻の幕開けの取材に連れて行った。
1940年9月に締結された日独伊三国軍事同盟の後、アルブレヒトは、日本が1941年の5月と6月にアジア地域で英国に攻撃を仕掛けるように工作するという秘密の任務を帯びて、日本に派遣された。この任務は表面上は日独の報道機関の協力のためという名目であった。
1941年4月、松岡洋右は日ソ中立条約を締結した。任務に失敗したアルブレヒトはドイツのロシア侵攻の直前にシベリア鉄道で帰国した。
1942年3月10日付のチャーノの日記には、「ドイツのロシアとの戦争での悲観主義。アルベルト（訳注：アルブレヒトのこと）・フォン・ウラッハ王子ローマ来訪、日本に対する“ほろ苦い”コメントを発表。英国との平和同盟の必要性を示唆。ウラッハは『ロシアを打破するなどということは非常に困難な課題であることは既に明白である。』とも語った。3月10日付：ドゥーチェはウラッハの声明に憤慨した。」と記されている。
極東の専門家としてアルブレヒトは、ベルリンに起居しながら1939年から1943年にかけての多くの時間を日本の躍進についての執筆に費やした（下記参照）。1943年に出版され、80万冊も売れた、アルブレヒトの最も知られた著作「日本の強さの秘密」（Japans schöpferische Aussenpolitik ）は、日本に対し部分的には嫌悪感を持ちながらもその好戦的な気質を賛美すべきだと考える者にとっては、特段興味深い書籍であった。
1944年、すでに敗北に直面していたドイツを離れることを切望していた時期に、アルブレヒトは副領事に昇進すると共に、ベルンのドイツ領事館付の報道官に任命された。ここで彼は、又従兄弟のルイ2世が君臨するモナコ公国のシャルル銀行（Banque Charles）を通じてスイスからアメリカ合衆国へ資産を密輸出する組織の援助をした。1945年5月、領事館員はフランス国境に追放され、アルブレヒトは抑留された。

## 生涯後半
1946年から1948年にかけて、アルブレヒトは国家社会主義様式のプロパガンダを作成し放送したことと、ナチスの党員であった件でドイツの法廷に於いて裁判にかけられた（非ナチ化 参照）。彼は己の非を認めたが、罪には問われなかった。彼の上司は1948年に外務省裁判で起訴された。
1946年から1948年にかけて、アルブレヒトはフリーランスのジャーナリストとしての仕事を再開した。1953年から1967年までの間には、兄ヴィルヘルムが部長を務めシュトゥットガルトのダイムラー・ベンツで広報主任として働いた。このポストは語学の才がある彼には適任であり、各地を飛び回った。
1969年、アルブレヒトは脳溢血が原因で死亡した。遺体はヴァルデンブルクに埋葬された。

## 家族
1931年7月、アルブレヒトはスコットランドのジョン・ブラッカダー（John Blackadder）とその妻アン・ウィルソン（Anna Wilson）の娘、ジャーナリストで画家のローズマリー・ブラッカダー（Rosemary Blackadder、1901年 - 1975年）と結婚した。この貴賤結婚で、アルブレヒトはウラッハ公（Herzog）としての身分を失った。夫婦は、後にデスモンド・ギネス（Desmond Guinness）と結婚する一人娘のマリーエ＝ガブリエーレ（Marie-Gabrielle, 1932年 - 1989年）愛称「マリーガ」を授かった。1938年、ローズマリーは1人でヨーロッパに帰って来た。
1943年、アルブレヒトはアルノルト・ヴァルドシュミットとその妻オルガ・シュワルツ（Olga Schwartz）の娘ウテ・ヴァルドシュミット（Ute Waldschmidt, 1922年 - 1984年）と再婚した。夫婦はペーター（Peter Waldschmidt, 1944年 - 1977年）と、後にセルゲイ・フォン・クーベ（Sergei von Cube）と結婚するマニュエーラ（Manuela, 1945年 - 2017年）の2人の子供を授かった。アルブレヒト夫妻は1960年に離婚した。マニュエーラの娘カテリーナはレンツィンク（Lenzing AG）で部長を務めるヨッヘン・ヴェルツ（Jochen Werz）と結婚した。

## 著作
- Ostasien: Kampf um das kommende Grossreich (Steiniger, Berlin, 1940)
- Das Geheimnis japanischer Kraft (Berlin, Zentralverlag der NSDAP, 1943); see link
- Japans schöpferische Aussenpolitik (1944).